# إيناس مكي
إيناس مكي (14 يناير 1973 -)، ممثلة مصرية تعيش في مصر، وهي الأخت الكبرى للممثل أحمد مكي.

## مشوارها الفني
برزت في التسعينيات، اشتهرت بأداء دور الفتاة الأجنبية والمذيعة في البرنامج الكوميدي ناس وناس. من الأعمال التي شاركت فيها فيلم الحاسة السابعة. مسلسل لن أعيش في جلباب أبي، وقدمت دور البطولة في مسرحية جنون البشر و في رمضان 2019 شاركت في مسلسل الواد سيد الشحات.

## من أفلامها
| - ركلام 2012 - محترم إلا ربع 2010 - الحاسة السابعة 2005 - خالي من الكوليسترول 2005 - لبنه جارة أيوب - أمير الظلام 2002 | - هاللو أمريكا 2000 - لا مؤاخذة يا دعبس 2000 -صفا مشرفة اجتماعية - سمكة وأربعة قروش 1997 -وئام زوجة طريف - ليلة ساخنة 1996-بنت الليل | - هارب إلى السجن 1995 - البحر بيضحك ليه 1995 - الصاغة 1994 - المرأة الأخطبوط 1993 - فيفي | - رجل في ورطة 1991 - زمن الجدعان 1991 -رشا - الخطر 1990 - كباب ولكن |

## أهم مسلسلاتها
| - كان ياما كان 2012 - أغلى من حياتي 2010 - وتر مشدود 2009 - طيارة ورق 2008 - العارف بالله 2008 - جدار القلب 2008 | - المخبر الخاص 2007 - الملك فاروق 2007- زوجة حسين سري باشا - سوق الخضار 2006 - علي يا ويكا 2006 - حرب الدخان 2004 - العطار والسبع بنات 2002 | - آوان الورد 2000 - أحلام سليمان 1999 - امسك الخشب 1998 - القنفد 1997 - التوأم 1997 | - لن أعيش في جلباب أبي 1996 - روزالين - ساكن قصادي ج1، 2 1995، 1996 - سر الغائب 1994 - الثعلب 1993 - موظفة بالموساد - بوابة الحلواني ج1 1992 | - ليالي الحلمية ج4 1992 - ناس وناس ج1، 2 1989 -نانا (المذيعة) - القرار - ناس كده وكده - ويأخذنا تيار الحياة |

### مسرحيات
| - الناس بتحب كده 2009 - برهومة وكلاه البارومة 2007 - كتكوت في المصيده 1999 - سحلب 1992 | - بشويش 1990 - دلوعة يا بيه 1986 - منور يا باشا 1983 - جنون البشر |

### أخرى
- لطيف زمانه: مسلسل إذاعي 2010
- علشان خاطر مصر: مسلسل إذاعي 2010 - (جاري إنتاجه)
- القلب الحائر: سهرة تلفزيونية 1994

## وصلات خارجية
- إيناس مكي على موقع IMDb (الإنجليزية)
- إيناس مكي على موقع الدهليز
- إيناس مكي على موقع قاعدة بيانات الأفلام العربية